# Bode Miller
Samuel Bode Miller (Easton, 12 ottobre 1977) è un ex sciatore alpino statunitense.
Campione polivalente, è uno dei cinque uomini che hanno vinto almeno una volta in ognuna delle cinque specialità dello sci alpino. Nel suo palmarès vanta tra l'altro un titolo olimpico, quattro iridati, due Coppe del Mondo generali e quattro di specialità.

## Biografia
Bode Miller è cresciuto nelle foreste presso Franconia. I genitori, una coppia di hippy, hanno allevato i quattro figli in una casa isolata, senza elettricità né acqua corrente. I bambini non frequentavano la scuola, ed era la madre ad occuparsi direttamente della loro istruzione.
Bode Miller ricevette in regalo i primi sci all'età di tre anni. Sin da bambino fu un assiduo frequentatore delle piste dei dintorni. Più interessato alla ricerca della velocità che alla tecnica, sviluppò ben presto un suo stile di sciata personale. Fece la sua prima gara di sci a undici anni. Contemporaneamente praticava anche altri sport, tra cui il tennis (vinse il titolo singolare del campionato studentesco dello Stato del Maine nel 1996, e la sua famiglia possiede il Tamarack Tennis Camp a Easton) e il calcio. Si narra che all'età di tredici anni sia scampato a una valanga riuscendo a cavalcarla in sci.
Ha otto figli: Neesyn Dacey, nata nel 2008 da Chanel Johnson; Samuel Nathaniel, nato nel 2013 da Sara McKenna; Edward Nash Skan Miller e Emeline Grier Miller, nati rispettivamente nel 2015 e nel 2016, avuti dalla modella e giocatrice di beach volley Morgan Beck, con cui si è sposato il 7 ottobre 2012. Il 10 giugno 2018, a soli 19 mesi, Emeline muore annegata nella piscina dei vicini.
Il 5 ottobre 2018, lui e la moglie hanno il loro terzo figlio, un maschio di nome Easton Vaughn Rek, mentre il 12 novembre 2019, nascono due gemelli.
Il 26 novembre 2021 nasce l’ottava figlia Scarlet Olivia Khione Miller.

### Stagioni 1995-1998
Bode Miller esordì in gare FIS il 17 dicembre 1994 a Burke Mountain, classificandosi 17º in slalom speciale, e in Nor-Am Cup il 5 gennaio 1995 a Sugarloaf, arrivando 57º in supergigante. Nel 1996 Bode Miller fu uno dei primi a usare in gara attrezzi sciancrati, utilizzati fino ad allora solo per lo sci ricreativo e non agonistico. Ai Campionati statunitensi juniores 1996 vinse slalom gigante e supergigante con ampio margine (rispettivamente con 2 secondi e 21 centesimi e 2 secondi e 2 centesimi sul secondo), e si guadagnò così la convocazione per la nazionale statunitense.
Nella stagione 1997-1998 esordì in Coppa del Mondo, il 20 novembre a Park City (11º in slalom gigante) e in Coppa Europa, l'8 dicembre a Valloire, senza completare lo slalom gigante in programma. In seguito a Sunday River colse in slalom gigante il primo podio (3º il 21 dicembre) e la prima vittoria (il giorno successivo) in Nor-Am Cup. Ai XVIII Giochi olimpici invernali di Nagano 1998, suo debutto olimpico, non concluse le due gare cui prese parte, lo slalom gigante e lo slalom speciale.

### Stagioni 1999-2002
Debuttò ai Campionati mondiali a Vail/Beaver Creek 1999, dove fu 26º nel supergigante, 18º nello slalom gigante e 8º nello slalom speciale. Ottenne il primo podio in Coppa del Mondo, un 3º posto, nello slalom gigante di Val-d'Isère del 17 dicembre 2000, mentre nella successiva rassegna iridata di Sankt Anton 2001 non concluse la prova di supergigante.
Miller vinse la sua prima gara di Coppa del Mondo a Val-d'Isère, in slalom gigante, il 9 dicembre 2001. Il giorno dopo si impose sul Canalone Miramonti di Madonna di Campiglio in slalom speciale; nella medesima specialità il 6 gennaio 2002 riuscì a imporsi anche sulla Chuenisbärgli di Adelboden e il 22 gennaio nello slalom speciale notturno sulla Planai di Schladming. Vinse due medaglie d'argento ai XIX Giochi olimpici invernali di Salt Lake City 2002, nello slalom gigante e nella combinata; nello slalom speciale invece fu 24º. Era intanto diventato famoso anche per la sua sciata non convenzionale, spettacolare e spericolata, che gli aveva guadagnato soprannomi come "Rodeo Miller", "Crazy Bode" o "Cowboy Miller". A fine anno, dopo aver ottenuto 9 podi in Coppa del Mondo, si piazzò al 4º posto nella classifica generale con 952 punti.

### Stagioni 2003-2004
Ai Mondiali di Sankt Moritz 2003 vinse due medaglie d'oro (nello slalom gigante e nella combinata), una medaglia d'argento (nel supergigante) e si classificò 16º nella discesa libera e 6º nello slalom speciale. Durante quella stagione di Coppa del Mondo fu a lungo in corsa per la vittoria della Coppa generale, ma alla fine arrivò 2º dietro all'austriaco Stephan Eberharter, con 1 100 punti, 6 podi e 2 vittorie all'attivo, conquistate nei prestigiosi slalom giganti della Gran Risa dell'Alta Badia il 22 dicembre e della Podkoren di Kranjska Gora il 4 gennaio (due giorni dopo, il 6 gennaio, sempre a Kranjska Gora aveva conquistato anche la sua prima vittoria in Coppa Europa, in slalom speciale). Vinse inoltre la classifica di combinata, che quell'anno non prevedeva l'assegnazione di alcun trofeo.
Nella stagione 2003-2004 Miller vinse la Coppa del Mondo di slalom gigante, si classificò nuovamente al primo posto nella classifica di combinata e si piazzò 4º nella classifica generale, con 9 podi e 6 vittorie tra le quali la combinata dell'Hahnenkamm di Kitzbühel e lo slalom gigante di Kranjska Gora.

### Stagioni 2005-2006
Nella stagione 2004-2005 Miller entrò nel ristretto circolo degli sciatori polivalenti capaci di vincere almeno una volta in quattro specialità dello sci alpino: discesa libera, supergigante, slalom gigante e slalom speciale. Prima di lui, soltanto altri quattro uomini erano riusciti a vincere in tutte e quattro le specialità: lo svizzero Pirmin Zurbriggen, l'austro-lussemburghese Marc Girardelli, l'austriaco Günther Mader e il norvegese Kjetil André Aamodt. Tra loro, soltanto Marc Girardelli era riuscito a vincere nelle quattro specialità in una stagione sola (1988-1989), mentre gli altri avevano vinto nelle varie specialità in stagioni diverse nel corso della loro carriera. Miller, come Girardelli, riuscì a vincere in quattro specialità diverse nella stessa stagione. Mentre Girardelli compì l'impresa in un arco di tempo di quasi tre mesi, a Miller bastarono appena sedici giorni: il 28 novembre vinse in supergigante a Lake Louise, il 3 dicembre in discesa libera a Beaver Creek (sulla Birds of Prey), il 12 dicembre in slalom gigante a Val-d'Isère e il 13 dicembre in slalom speciale a Sestriere. Ai Mondiali del 2005, sulla pista Stelvio di Bormio, vinse due medaglie d'oro, nella discesa libera e nel supergigante; non completò invece lo slalom gigante, lo slalom speciale e la combinata. Concluse la stagione con la vittoria nella Coppa del Mondo assoluta con 1 648 punti, 14 podi e 7 vittorie, più il trofeo di specialità del supergigante.

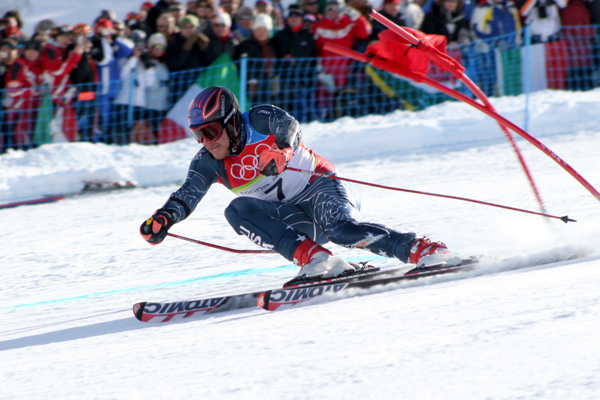
Miller durante la prima manche dello slalom gigante di

Ai XX Giochi olimpici invernali di Torino 2006 non vinse alcuna medaglia: 5º nella discesa libera e 6º nello slalom gigante, non portò a termine il supergigante, lo slalom speciale e la combinata. A fine anno in Coppa del Mondo, con 8 podi e 2 vittorie, fu 3º nella classifica generale con 928 punti.

### Stagioni 2007-2008
Ai Mondiali di Åre 2007 non ottenne medaglie: si classificò 7º nella discesa libera, 24º nel supergigante, 15º nello slalom gigante, 6º nella supercombinata e non concluse lo slalom speciale. In quella stagione in Coppa del Mondo Miller colse 6 podi con 4 vittorie (tra le quali alcune classiche: la discesa libera della Birs of Prey di Beaver Creek, il supergigante della Saslong della Val Gardena e la discesa libera della Lauberhorn di Wengen) e ottenne la sua seconda Coppa del Mondo di supergigante; in classifica generale si piazzò al 4º posto con 882 punti.
Nella stagione 2007-2008, a causa di dissidi con la Federazione sciistica degli Stati Uniti, Miller creò una propria squadra, il Bode Team America. Scelta all'apparenza sbagliata, a causa un inizio di stagione travagliato, ma che in seguito si sarebbe rivelata azzeccata, dato che tornò competitivo e vincente fino a fine stagione, arrivando a conquistare la sua seconda Coppa del Mondo assoluta con 1 409 punti e la Coppa del Mondo di combinata, perdendo (non senza recriminazioni) per soli 5 punti quella di discesa libera. Con le 6 vittorie stagionali (su 11 podi), tra le quali spiccavano quelle nelle discese libere di Bormio e di Wengen, si portò a 31 vittorie in Coppa del Mondo.

### Stagioni 2009-2010
Nella stagione 2008-2009, dopo un inizio promettente (dopo anni tornò al podio in slalom speciale), s'infortunò alle costole in una caduta a Beaver Creek; l'incidente, sommato a un dolore alla caviglia, non gli consentì di essere pienamente competitivo. Ai Mondiali di Val-d'Isère non ottenne alcuna medaglia (fu 8º nella discesa libera, 12º nel supergigante e non concluse slalom gigante, slalom speciale e supercombinata) e al termine dell'ultima gara annunciò una pausa temporanea dalle gare, che si protrasse fino al termine della stagione. Miller finì così l'annata con 517 punti, la peggiore della sua carriera dal 2001; per la prima volta da allora non ottenne vittorie, ma solo tre secondi posti.

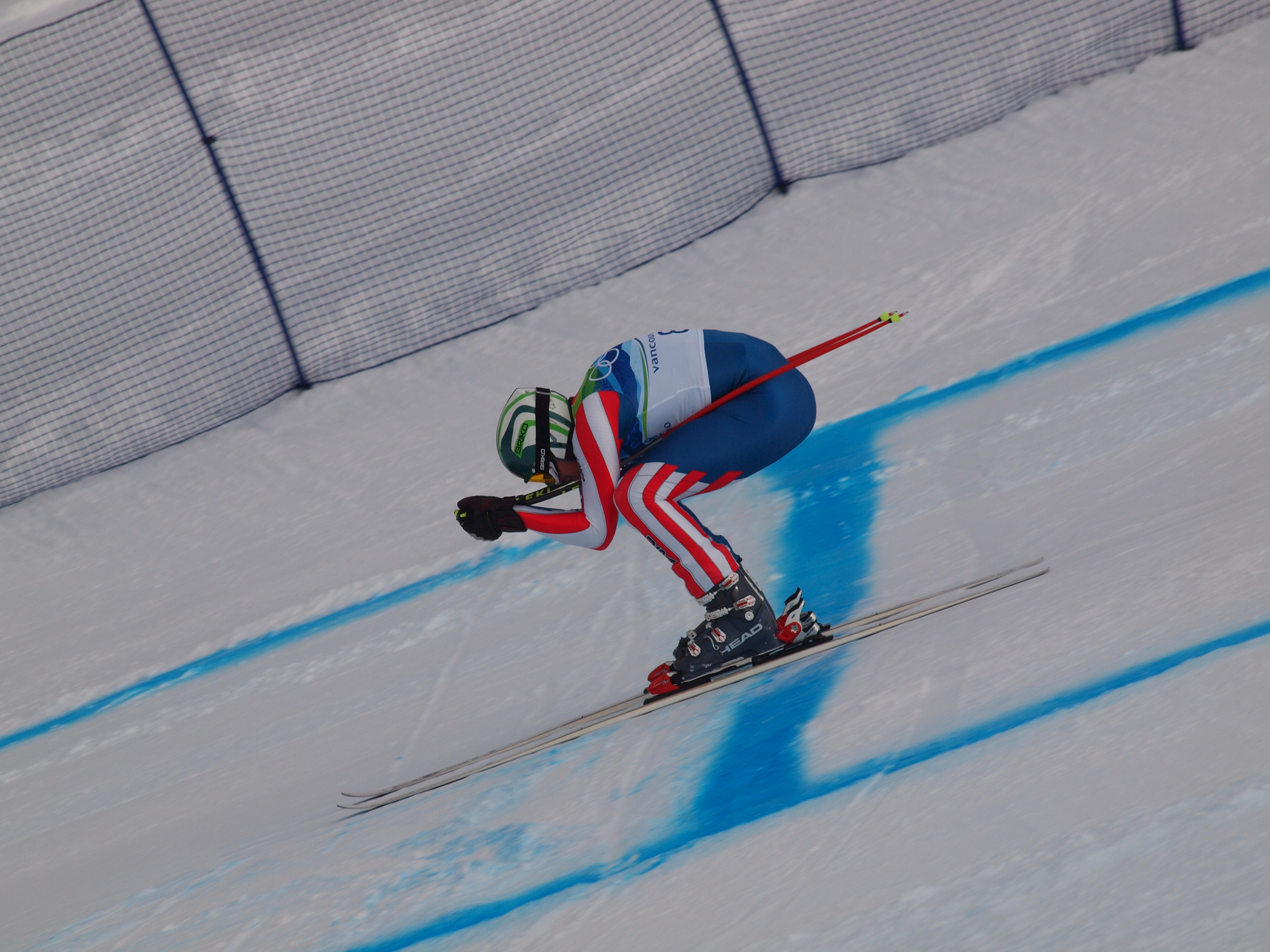
Miller durante la discesa libera di, chiusa con la vittoria della medaglia di bronzo

Nonostante avesse manifestato durante l'estate propositi di ritiro, Miller tornò alle gare anche nella stagione 2009-2010. Inizialmente non prese parte a diverse prove e il suo stato di forma apparve più arretrato rispetto agli altri atleti; tuttavia il 15 gennaio 2010 riuscì a tornare alla vittoria, precedendo nella supercombinata di Wengen gli svizzeri Carlo Janka e Silvan Zurbriggen. In febbraio si presentò ai XXI Giochi olimpici invernali di Vancouver 2010 in ottima condizione, vincendo tre medaglie in tre gare. La prima fu il bronzo nella discesa libera, alle spalle di Didier Défago e Aksel Lund Svindal. A questa fecero seguito l'argento nel supergigante di quattro giorni dopo, battuto ancora una volta da Svindal, e infine il suo primo oro olimpico, ottenuto nella supercombinata vinta davanti a Ivica Kostelić e a Zurbriggen, rispettivamente argento e bronzo. Non concluse invece lo slalom gigante e lo slalom speciale e non prese più parte a gare di Coppa dopo le Olimpiadi, chiudendo la stagione al 20º posto con 361 punti.

### Stagioni 2011-2012
Nella prima parte della stagione 2010-2011 ottiene diversi piazzamenti tra i primi dieci, con un 3º posto nello slalom parallelo di Monaco di Baviera, un 2º sulla prestigiosa pista Streif di Kitzbühel e un terzo posto a Hinterstoder in supergigante, ma ai Mondiali di Garmisch-Partenkirchen non ottenne medaglie: fu 15º nella discesa libera, 12º nel supergigante, 12º nello slalom gigante e non concluse la supercombinata. Nella classifica generale di Coppa del Mondo si classificò 14º
Il 2 dicembre 2011 tornò alla vittoria nella discesa libera di Beaver Creek; l'ultimo suo successo in questa specialità risaliva al 1º marzo 2008, nella discesa di Lillehammer Kvitfjell. Alla fine della stagione 2011-2012 risultò 15º nella classifica generale, con 4 podi e una vittoria.

### Stagioni 2013-2015
Dopo aver saltato completamente la stagione 2012-2013, l'8 dicembre 2013 Miller tornò sul podio in Coppa del Mondo arrivando 2º nello slalom gigante di Beaver Creek alle spalle del connazionale Ted Ligety; in quella specialità non arrivava tra i primi tre dal 17 marzo 2007, quando era stato terzo a Lenzerheide. Dopo due podi (un 3º e un 2º posto rispettivamente nella discesa libera e nel supergigante di Kitzbühel), ai XXII Giochi olimpici invernali di Soči 2014 conquistò la sua sesta medaglia olimpica giungendo 3º, a pari merito con il canadese Jan Hudec, nel supergigante vinto dal norvegese Kjetil Jansrud: con questo bronzo Miller conquistò un altro record diventando, a 36 anni e 127 giorni, il più vecchio medagliato olimpico nella storia dello sci alpino. Nelle altre gare olimpiche fu 8° nella discesa libera, 20° nello slalom gigante e 6° nella supercombinata. Chiuse la stagione di Coppa all'8º posto in classifica generale; era dal 2008, l'anno della sua seconda coppa di cristallo assoluta, che non si classificava tra i primi dieci.
Nel 2014-2015 non prese parte alla stagione di Coppa del Mondo ma solo ai Mondiali di Vail/Beaver Creek 2015, dove tuttavia non concluse il supergigante poiché cadde, riportando un infortunio al polpaccio che richiese un centinaio di punti di sutura. Quella dei Mondiali 2015 fu la sua ultima gara, anche se annunciò ufficialmente il ritiro solo il 31 ottobre 2017.

## Palmarès

### Olimpiadi
- 6 medaglie:

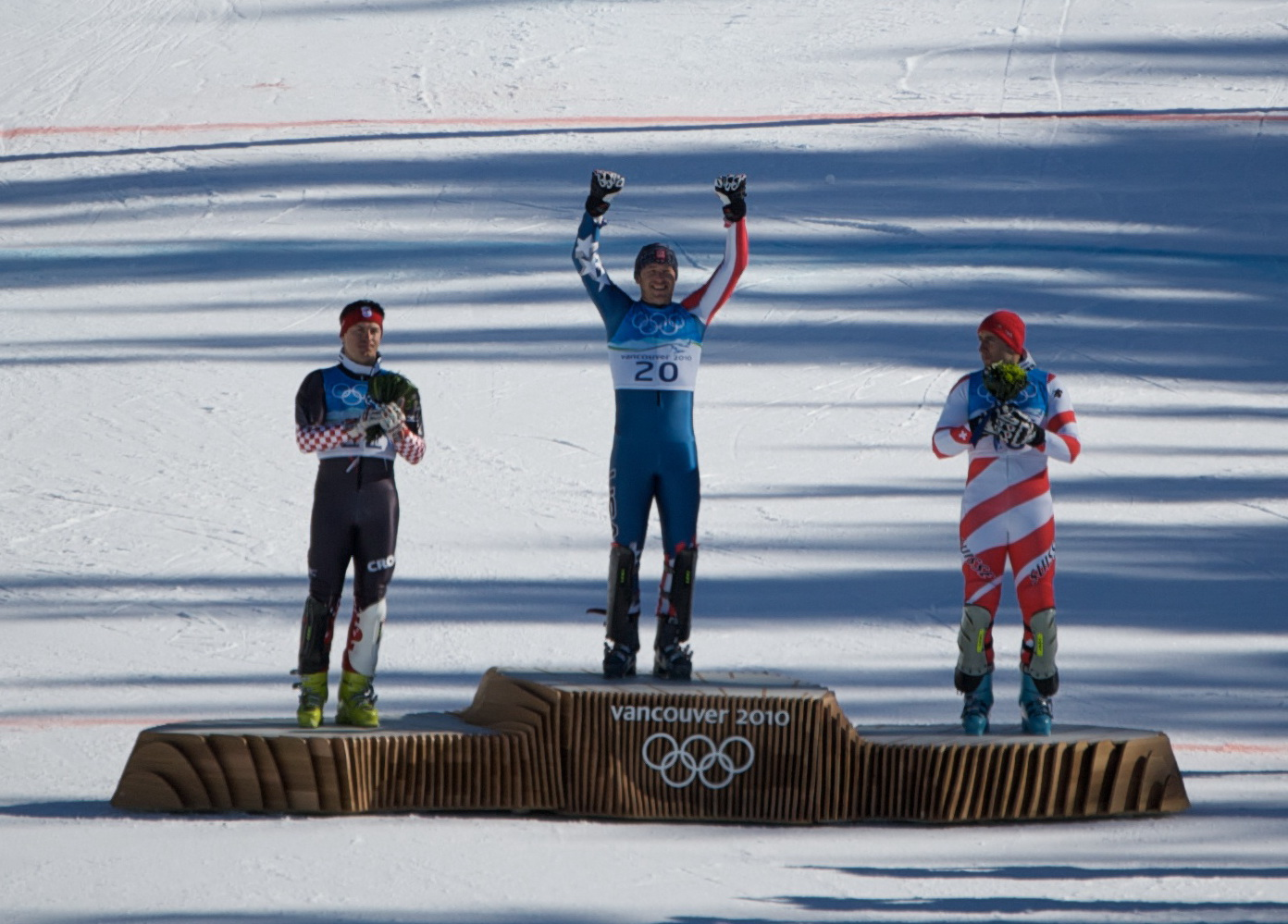
Miller (oro, al centro) sul podio della supercombinata di con Ivica Kostelić (argento, a sinistra) e Silvan Zurbriggen (bronzo, a destra)

  - 1 oro (supercombinata a Vancouver 2010)
  - 3 argenti (slalom gigante, combinata a Salt Lake City 2002; supergigante a Vancouver 2010)
  - 2 bronzi (discesa libera a Vancouver 2010; supergigante a Soči 2014)

### Mondiali
- 5 medaglie:
  - 4 ori (slalom gigante, combinata a Sankt Moritz 2003; discesa libera, supergigante a Bormio/Santa Caterina Valfurva 2005)
  - 1 argento (supergigante a Sankt Moritz 2003)

### Coppa del Mondo
- Vincitore della Coppa del Mondo nel 2005 e nel 2008
- Vincitore della Coppa del Mondo di supergigante nel 2005 e nel 2007
- Vincitore della Coppa del Mondo di slalom gigante nel 2004
- Vincitore della Coppa del Mondo di combinata nel 2008
- Vincitore della classifica di combinata nel 2003 e nel 2004[10]
- 79 podi:
  - 33 vittorie
  - 29 secondi posti
  - 17 terzi posti

#### Coppa del Mondo - vittorie
| Data             | Località               | Paese       | Specialità |
| ---------------- | ---------------------- | ----------- | ---------- |
| 9 dicembre 2001  | Val-d'Isère            | Francia     | GS         |
| 10 dicembre 2001 | Madonna di Campiglio   | Italia      | SL         |
| 6 gennaio 2002   | Adelboden              | Svizzera    | SL         |
| 22 gennaio 2002  | Schladming             | Austria     | SL         |
| 22 dicembre 2002 | Alta Badia             | Italia      | GS         |
| 4 gennaio 2003   | Kranjska Gora          | Slovenia    | GS         |
| 26 ottobre 2003  | Sölden                 | Austria     | GS         |
| 22 novembre 2003 | Park City              | Stati Uniti | GS         |
| 11 gennaio 2004  | Chamonix               | Francia     | KB         |
| 25 gennaio 2004  | Kitzbühel              | Austria     | KB         |
| 15 febbraio 2004 | Sankt Anton am Arlberg | Austria     | SL         |
| 28 febbraio 2004 | Kranjska Gora          | Slovenia    | GS         |
| 24 ottobre 2004  | Sölden                 | Austria     | GS         |
| 27 novembre 2004 | Lake Louise            | Canada      | DH         |
| 28 novembre 2004 | Lake Louise            | Canada      | SG         |
| 3 dicembre 2004  | Beaver Creek           | Stati Uniti | DH         |
| 12 dicembre 2004 | Val-d'Isère            | Francia     | GS         |
| 13 dicembre 2004 | Sestriere              | Italia      | SL         |
| 11 marzo 2005    | Lenzerheide            | Svizzera    | SG         |
| 3 dicembre 2005  | Beaver Creek           | Stati Uniti | GS         |
| 16 marzo 2006    | Åre                    | Svezia      | SG         |
| 1º dicembre 2006 | Beaver Creek           | Stati Uniti | DH         |
| 15 dicembre 2006 | Val Gardena            | Italia      | SG         |
| 20 dicembre 2006 | Hinterstoder           | Austria     | SG         |
| 13 gennaio 2007  | Wengen                 | Svizzera    | DH         |
| 29 dicembre 2007 | Bormio                 | Italia      | DH         |
| 13 gennaio 2008  | Wengen                 | Svizzera    | DH         |
| 20 gennaio 2008  | Kitzbühel              | Austria     | KB         |
| 27 gennaio 2008  | Chamonix               | Francia     | SC         |
| 3 febbraio 2008  | Val-d'Isère            | Francia     | SC         |
| 1º marzo 2008    | Lillehammer Kvitfjell  | Norvegia    | DH         |
| 15 gennaio 2010  | Wengen                 | Svizzera    | SC         |
| 2 dicembre 2011  | Beaver Creek           | Stati Uniti | DH         |

Legenda:

DH = discesa libera

SG = supergigante

GS = slalom gigante

SL = slalom speciale

KB = combinata

SC = supercombinata

### Coppa Europa
- Miglior piazzamento in classifica generale: 72º nel 2003
- 1 podio:
  - 1 vittoria

#### Coppa Europa - vittorie
| Data           | Località      | Paese    | Specialità |
| -------------- | ------------- | -------- | ---------- |
| 6 gennaio 2003 | Kranjska Gora | Slovenia | SL         |

Legenda:

SL = slalom speciale

### Nor-Am Cup
- 10 podi:
  - 6 vittorie
  - 2 secondi posti
  - 2 terzi posti

#### Nor-Am cup - vittorie
| Data             | Località        | Paese       | Specialità |
| ---------------- | --------------- | ----------- | ---------- |
| 22 dicembre 1997 | Sunday River    | Stati Uniti | GS         |
| 3 marzo 1998     | Stoneham        | Canada      | GS         |
| 14 marzo 1998    | Mount Norquay   | Canada      | SL         |
| 29 marzo 1998    | Sun Peaks       | Canada      | SL         |
| 4 gennaio 2000   | Hunter Mountain | Stati Uniti | SL         |
| 20 novembre 2000 | Park City       | Stati Uniti | GS         |

Legenda:

GS = slalom gigante

SL = slalom speciale

### Australia New Zealand Cup
- Miglior piazzamento in classifica generale: 39º nel 2011
- 1 podio:
  - 1 terzo posto

### Campionati statunitensi
- 16 medaglie[2][11]:
  - 9 ori (slalom gigante nel 1998; slalom speciale, combinata nel 2002; supergigante, slalom speciale, combinata nel 2003; discesa libera, slalom gigante nel 2006; supergigante nel 2007)
  - 3 argenti (slalom speciale nel 2000; slalom gigante nel 2003; supergigante nel 2005)
  - 4 bronzi (slalom speciale nel 1996; slalom gigante nel 1999; supergigante nel 2000; slalom speciale nel 2007)

### Campionati statunitensi juniores
- 4 ori (slalom speciale nel 1995; discesa libera, supergigante, slalom gigante nel 1996)[senza fonte]

## Statistiche

### Podi in Coppa del Mondo
| Stagione/Specialità | Discesa libera         | Discesa libera         | Discesa libera         | Supergigante           | Supergigante           | Supergigante           | Slalom gigante         | Slalom gigante         | Slalom gigante         | Slalom speciale        | Slalom speciale        | Slalom speciale        | Combinata              | Combinata              | Combinata              | Slalom parallelo       | Slalom parallelo       | Slalom parallelo       | Podi totali            |
| ------------------- | ---------------------- | ---------------------- | ---------------------- | ---------------------- | ---------------------- | ---------------------- | ---------------------- | ---------------------- | ---------------------- | ---------------------- | ---------------------- | ---------------------- | ---------------------- | ---------------------- | ---------------------- | ---------------------- | ---------------------- | ---------------------- | ---------------------- |
| Stagione/Specialità | 1º                     | 2º                     | 3º                     | 1º                     | 2º                     | 3º                     | 1º                     | 2º                     | 3º                     | 1º                     | 2º                     | 3º                     | 1º                     | 2º                     | 3º                     | 1º                     | 2º                     | 3º                     | Podi totali            |
| 1998                |                        |                        |                        |                        |                        |                        |                        |                        |                        |                        |                        |                        |                        |                        |                        |                        |                        |                        | 0                      |
| 1999                |                        |                        |                        |                        |                        |                        |                        |                        |                        |                        |                        |                        |                        |                        |                        |                        |                        |                        | 0                      |
| 2000                |                        |                        |                        |                        |                        |                        |                        |                        |                        |                        |                        |                        |                        |                        |                        |                        |                        |                        | 0                      |
| 2001                |                        |                        |                        |                        |                        |                        |                        |                        | 1                      |                        |                        |                        |                        |                        |                        |                        |                        |                        | 1                      |
| 2002                |                        |                        |                        |                        |                        |                        | 1                      | 1                      |                        | 3                      | 2                      | 1                      |                        | 1                      |                        |                        |                        |                        | 9                      |
| 2003                |                        |                        |                        |                        |                        |                        | 2                      | 1                      | 1                      |                        | 1                      |                        |                        | 1                      |                        |                        |                        |                        | 6                      |
| 2004                |                        |                        |                        |                        |                        |                        | 3                      |                        | 1                      | 1                      | 1                      | 1                      | 2                      |                        |                        |                        |                        |                        | 9                      |
| 2005                | 2                      | 1                      | 2                      | 2                      | 1                      |                        | 2                      | 2                      | 1                      | 1                      |                        |                        |                        |                        |                        |                        |                        |                        | 14                     |
| 2006                |                        | 2                      |                        | 1                      |                        |                        | 1                      | 1                      |                        |                        |                        |                        |                        | 1                      | 2                      |                        |                        |                        | 8                      |
| 2007                | 2                      |                        |                        | 2                      |                        |                        |                        | 1                      | 1                      |                        |                        |                        |                        |                        |                        |                        |                        |                        | 6                      |
| 2008                | 3                      | 2                      |                        |                        | 2                      |                        |                        |                        |                        |                        |                        |                        | 3                      |                        | 1                      |                        |                        |                        | 11                     |
| 2009                |                        | 2                      |                        |                        |                        |                        |                        |                        |                        |                        | 1                      |                        |                        |                        |                        |                        |                        |                        | 3                      |
| 2010                |                        |                        |                        |                        |                        |                        |                        |                        |                        |                        |                        |                        | 1                      |                        |                        |                        |                        |                        | 1                      |
| 2011                |                        | 1                      |                        |                        |                        | 1                      |                        |                        |                        |                        |                        |                        |                        |                        |                        |                        |                        | 1                      | 3                      |
| 2012                | 1                      | 1                      |                        |                        | 1                      |                        |                        |                        |                        |                        |                        |                        |                        |                        | 1                      |                        |                        |                        | 4                      |
| 2013                | stagione non disputata | stagione non disputata | stagione non disputata | stagione non disputata | stagione non disputata | stagione non disputata | stagione non disputata | stagione non disputata | stagione non disputata | stagione non disputata | stagione non disputata | stagione non disputata | stagione non disputata | stagione non disputata | stagione non disputata | stagione non disputata | stagione non disputata | stagione non disputata | stagione non disputata |
| 2014                |                        |                        | 1                      |                        | 1                      | 1                      |                        | 1                      |                        |                        |                        |                        |                        |                        |                        |                        |                        |                        | 4                      |
| 2015                | stagione non disputata | stagione non disputata | stagione non disputata | stagione non disputata | stagione non disputata | stagione non disputata | stagione non disputata | stagione non disputata | stagione non disputata | stagione non disputata | stagione non disputata | stagione non disputata | stagione non disputata | stagione non disputata | stagione non disputata | stagione non disputata | stagione non disputata | stagione non disputata | stagione non disputata |
| Totale              | 8                      | 9                      | 3                      | 5                      | 5                      | 1                      | 9                      | 7                      | 5                      | 5                      | 5                      | 2                      | 6                      | 3                      | 4                      | 0                      | 0                      | 1                      | 79                     |
| Totale              | 20                     | 20                     | 20                     | 12                     | 12                     | 12                     | 21                     | 21                     | 21                     | 12                     | 12                     | 12                     | 13                     | 13                     | 13                     | 1                      | 1                      | 1                      | 79                     |